# Station Houthem
Station Houthem was een spoorweghalte in Houthem in de Belgische provincie Henegouwen. De spoorweghalte langs spoorlijn 69 opende op 1 januari 1854 en werd gesloten op 3 juni 1984. Het perron is nog steeds aanwezig.

## Aantal instappende reizigers
De grafiek en tabel geven het gemiddeld aantal instappende reizigers weer op een week-, zater- en zondag.
| Tabel: aantal instappende reizigers station Houthem | Tabel: aantal instappende reizigers station Houthem | Tabel: aantal instappende reizigers station Houthem | Tabel: aantal instappende reizigers station Houthem |
|                                                     | Weekdag                                             | Zaterdag                                            | Zondag                                              |
| --------------------------------------------------- | --------------------------------------------------- | --------------------------------------------------- | --------------------------------------------------- |
| 1977                                                | 13                                                  | 4                                                   | 1                                                   |
| 1978                                                | 16                                                  | 4                                                   | 1                                                   |
| 1979                                                | 18                                                  | 4                                                   | 1                                                   |
| 1980                                                | 15                                                  | 0                                                   | 0                                                   |
| 1981                                                | 14                                                  | 0                                                   | 0                                                   |
| 1982                                                | 15                                                  | 0                                                   | 0                                                   |
| 1983                                                | 4                                                   | 0                                                   | 0                                                   |

0: Kortrijk ·
0,3: Kortrijk-West ·
1,6: Bissegem ·
5,1: Wevelgem ·
10,4: Menen ·
12,2: Menen-Koekoek ·
15,6: Wervik ·
17,5: Comines-Hospice ·
19,2: Komen ·
22,8: Houthem ·
24,6: Hollebeke ·
28,5: Zillebeke ·
31,9: Ieper ·
35,7: Vlamertinge ·
38,2: Brandhoek ·
42,0: Poperinge ·
48,0: Abele